# Lợi nhuận độc quyền
Lợi nhuận độc quyền là lợi nhuận dài hạn trên mức bình thường mà doanh nghiệp độc quyền thu được.

## Lý thuyết cổ điển và tân cổ điển
Kinh tế học truyền thống cho rằng trong một thị trường cạnh tranh, không công ty nào có thể đề nghị tăng mức phí bảo hiểm cho giá cả hàng hóa và dịch vụ vì đã có đủ cạnh tranh. Ngược lại, nếu cạnh tranh không đủ có thể tạo ra năng lực định giá không tương xứng cho nhà sản xuất. Việc giữ lại sản xuất để đẩy chi phí lên cao sinh ra lợi nhuận bổ sung, hay còn gọi là lợi nhuận độc quyền.
Theo tư tưởng kinh tế học cổ điển và kinh tế học tân cổ điển, những công ty nằm trong thị trường cạnh tranh hoàn hảo là những người trả giá vì không công ty nào có thể thiết lập mức giá khác với mức giá cân bằng được thiết lập trong thị trường cạnh tranh hoàn hảo của toàn ngành được. Vì trong thị trường cạnh tranh có nhiều công ty cạnh tranh nên khách hàng có thể chọn mua hàng hóa từ bất kỳ công ty nào. Chính bởi mức độ cạnh tranh khốc liệt này, các công ty cạnh tranh trong một thị trường đều có một đường cầu ngang riêng được cố định ở một mức giá duy nhất thiết lập thông qua trạng thái cân bằng thị trường toàn ngành. Mỗi công ty trong thị trường cạnh tranh đều sẽ có người mua hàng miễn là công ty đó thiết lập mức giá "không cao hơn" so với mức giá duy nhất. Vì các công ty không thể kiểm soát hoạt động của các công ty cũng sản xuất cùng một loại hàng hóa được bán trên thị trường với họ được, nên khi một công ty thiết lập mức giá cao hơn giá cân bằng thì sẽ kinh doanh thua lỗ; khách hàng sẽ phản hồi lại với mức giá đó bằng cách mua hàng hóa từ các công ty cạnh tranh khác thiết lập mức giá cân bằng thị trường thấp hơn, điều này khiến cho việc đi chệch khỏi mức giá cân bằng thị trường là không thể.
Cạnh tranh hoàn hảo thường được đặc trưng bởi một tình huống lý tưởng trong đó tất cả các công ty trong ngành có thể sản xuất hàng hóa đồng nhất và thay thế nhau một cách hoàn hảo. Ngoại trừ thị trường hàng hóa, tình huống lý tưởng này thường không tồn tại ở nhiều thị trường thực tế, nhưng trong một vài trường hợp, có tồn tại các sản phẩm đồng nhất dễ dàng thay thế được cho nhau vì chúng là những sản phẩm tương tự (như bơ động vật và bơ thực vật). Giá hàng hóa tăng lên đáng kể khiến khách hàng có xu hướng chuyển từ hàng hóa này sang hàng hóa thay thế có giá thấp hơn. Trong nhiều trường hợp, các công ty sản xuất những hàng hóa khác nhau nhưng tương tự nhau thường có quy trình sản xuất tương tự, khiến các công ty kinh doanh một sản phẩm có thể chuyển đổi quy trình sản xuất để đưa ra mặt hàng tương tự một cách tương đối dễ dàng. Trường hợp này sẽ xảy ra khi chi phí chuyển đổi quy trình sản xuất để tạo ra hàng hóa tương tự có thể hơi phi vật chất so với tổng lợi nhuận và chi phí của công ty. Vì người tiêu dùng có xu hướng thay thế hàng hóa có giá cao bằng hàng hóa rẻ hơn và sự tồn tại của hàng hóa thay thế gần giống có quy trình sản xuất tương tự cho phép một công ty sản xuất hàng hóa giá thấp dễ dàng chuyển sang sản xuất hàng hóa khác có giá cao hơn. Mô hình cạnh tranh này đã giải thích chính xác lý do tại sao sự tồn tại của các hàng hóa tương tự khác nhau lại hình thành các lực lượng cạnh tranh khiến không một công ty nào có khả năng thiết lập độc quyền đối với sản phẩm của họ. Tác động này có thể dễ dàng quan sát được trong những ngành có lợi nhuận và chi phí sản xuất cao, chẳng hạn như ngành công nghiệp xe hơi và các ngành đang phải đối mặt với cạnh tranh từ hàng nhập khẩu.

Individual competitive firms (on the extreme left and extreme right) are price takers, who are forced to accept the overall equilibrium price set by total consumer demand and the quantity all firms supply within the industry's market. The industry's market supply and demand show a graphical depiction of the interaction between all suppliers of the product and all consumers who may wish to purchase the product, and the decisions they make at any possible price.

Ngược lại, sự thiếu cạnh tranh trong thị trường đảm bảo rằng công ty (độc quyền) có đường cầu nghiêng xuống. Mặc dù tăng giá khiến độc quyền mất đi kinh doanh, nhiều nhà buôn vẫn có thể bán hàng với mức giá còn cao hơn. Tuy nhiều nhà độc quyền bị hạn chế bởi nhu cầu của khách hàng, nhưng họ lại không phải người trả giá vì họ có thể tác động đến giá cả qua quyết định sản xuất của họ. Nhà độc quyền có thể đặt mục tiêu đầu ra để chắc chắn rằng mức giá độc quyền có thể đáp ứng được nhu cầu mà khách hàng đưa ra khi đáp lại nguồn cung thị trường cố định và có hạn mức, hoặc họ có thể đặt một mức giá độc quyền cố định ngay từ đầu rồi điều chỉnh đầu ra cho đến khi nó có thể không còn hàng tồn kho dư thừa xuất hiện ở chuẩn đầu ra cuối cùng đã chọn nữa. Tại mỗi mức giá, doanh nghiệp phải chấp nhận mức sản lượng được xác định bởi nhu cầu tiêu dùng của thị trường, và mọi sản lượng được xác định với một mức giá cũng do nhu cầu tiêu dùng của thị trường quyết định. Giá cả và sản lượng được đồng quyết định bởi nhu cầu của người tiêu dùng và cơ cấu chi phí sản xuất của doanh nghiệp.
Một công ty có quyền lực độc quyền đặt một mức giá độc quyền để tối đa hóa lợi nhuận độc quyền. Mức giá có lợi nhất cho công ty độc quyền xuất hiện khi mức sản lượng đảm bảo chi phí biên (MC) bằng với doanh thu biên (MR) gắn với đường cầu. Trong điều kiện thị trường thông thường đối với nhà độc quyền, giá độc quyền này cao hơn chi phí biên (kinh tế) để sản xuất ra sản phẩm, điều này cho thấy rằng giá mà người tiêu dùng phải trả, bằng lợi ích biên của họ, và cao hơn chi phí biên (MC) của công ty.

## Khả năng duy trì

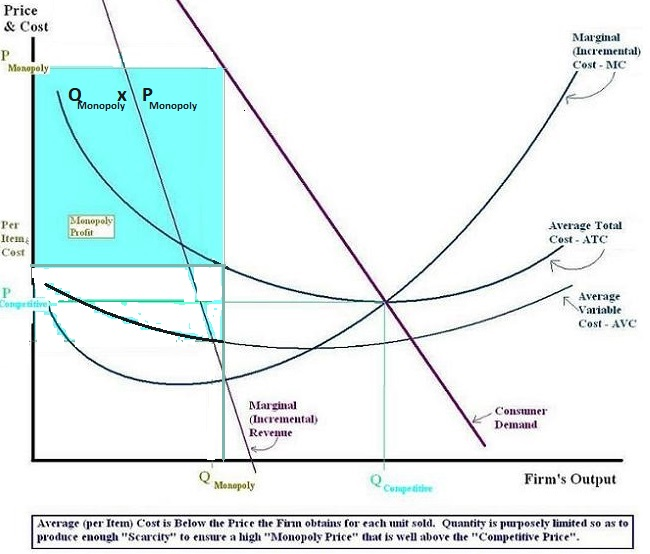
A monopolist will set a price and production quantity where MC = MR, such that MR is always below the monopoly price set. A competitive firm's MR is the price it gets for its product, and will have its price equal to MC.

Nếu không có các rào cản gia nhập và thông đồng trong thị trường, thì sự tồn tại của độc quyền và lợi nhuận độc quyền sẽ không kéo dài lâu. Thông thường, khi lợi nhuận kinh tế xuất hiện trong một ngành, các tác nhân kinh tế sẽ hình thành các công ty mới trong ngành để thu được ít nhất một phần lợi nhuận kinh tế hiện có. Khi các công ty mới tham gia vào ngành, họ tăng nguồn cung sản phẩm sẵn có trên thị trường, và phải thiết lập mức giá thấp hơn để lôi kéo người tiêu dùng mua nguồn cung bổ sung mà họ đang cung cấp để cạnh tranh. Vì người tiêu dùng đổ xô đi mua với mức giá thấp nhất (để tìm kiếm một khoản lời), các công ty cũ trong ngành có thể mất khách hàng hiện tại vào tay các công ty mới gia nhập và buộc phải giảm giá để phù hợp với mức giá mà các công ty mới đưa ra. Các công ty mới tiếp tục tham gia vào ngành cho đến khi giá của sản phẩm được hạ xuống đến mức bằng với chi phí kinh tế trung bình để sản xuất ra sản phẩm, và không còn lợi nhuận kinh tế nữa. Khi đó, các tác nhân kinh tế ngoài ngành không còn tìm thấy lợi thế để tham gia vào ngành, nên nguồn cung sản phẩm cũng ngừng tăng lên và giá bán sản phẩm ổn định trở lại.
Thông thường, công ty mà giới thiệu một sản phẩm hoàn toàn mới có thể đảm bảo độc quyền ban đầu trong một thời gian ngắn. Ở giai đoạn này, mức giá ban đầu mà người tiêu dùng phải trả cho sản phẩm sẽ cao, và nhu cầu cũng như sự sẵn có của sản phẩm trên thị trường sẽ bị hạn chế. Theo thời gian, khi lợi nhuận của sản phẩm thu về kết quả tốt, số lượng các công ty sản xuất sản phẩm này sẽ tăng lên cho đến khi nguồn cung sản phẩm sẵn có trở nên tương đối lớn và giá của sản phẩm giảm xuống bằng mức chi phí kinh tế trung bình để sản xuất sản phẩm. Khi đó, tất cả độc quyền liên quan đến sản xuất và buôn bán sản phẩm sẽ biến mất, và độc quyền ban đầu biến thành một ngành cạnh tranh (hoàn hảo).
Khi người tiêu dùng có thông tin đầy đủ về giá cả có trên thị trường và chất lượng của các sản phẩm được bán bởi các công ty khác nhau, thì tình trạng độc quyền kéo dài sẽ biến mất khi các rào cản gia nhập và thông đồng biến mất. Các rào cản gia nhập khác nhau bao gồm quyền sáng chế và độc quyền tài nguyên thiên nhiên cần thiết để sản xuất ra một sản phẩm. Công ty Alcoa Aluminium của Hoa Kỳ là một ví dụ nổi tiếng về tình trạng độc quyền do kiểm soát tài nguyên thiên nhiên. Sự kiểm soát của công ty này với "mọi quặng bô xít ở Hoa Kỳ" là một lý do chính khiến "Alcoa Aluminium trở thành nhà sản xuất nhôm độc quyền ở Hoa Kỳ trong một thời gian dài".
Rào cản gia nhập có thể xảy ra trong thị trường mà xuất hiện sự kết hợp chi phí cố định cao trong sản xuất và nhu cầu tương đối nhỏ trong thị trường sản phẩm của doanh nghiệp. Chi phí cố định cao dẫn đến chi phí đơn vị sản phẩm trên thị trường cao hơn ở mức sản xuất thấp hơn, và chi phí đơn vị thấp hơn ở mức sản xuất cao hơn, nên sự kết hợp của nhu cầu thị trường sản phẩm nhỏ đối với sản phẩm của công ty và mức doanh thu cao mà công ty cần phải trang trải cho chi phí cố định cao, cho thấy thị trường sản phẩm sẽ bị chi phối bởi một công ty lớn duy nhất sử dụng lợi thế quy mô để giảm thiểu cả chi phí đơn vị và giá thành sản phẩm. Các công ty mới sẽ phải thận trọng hơn khi tham gia vào một thị trường sản phẩm vì lợi nhuận kinh tế thấp rõ rệt có thể ngay lập tức biến thành thiệt hại kinh tế cho công ty họ. Tuy nhiên, vì đặc trưng của hầu hết các thị trường kinh tế khiến chúng trở thành thị trường có thể cạnh tranh, nên mức độ khác biệt về sản phẩm trong cấu trúc thị trường tổng thể sẽ lớn hơn, biến thị trường cạnh tranh thông thường trở nên tương tự như cạnh tranh độc quyền.

## Sự can thiệp của chính phủ
Luật cạnh tranh được tạo ra với mục đích ngăn chặn các công ty lớn sử dụng sức mạnh kinh tế của mình để tạo rào cản gia nhập ảo mà họ cần cho việc bảo vệ lợi nhuận độc quyền của họ, trong đó bao gồm cả việc sử dụng định giá săn đón đối với các đối thủ cạnh tranh nhỏ hơn. Tại Hoa Kỳ, Tập đoàn Microsoft ban đầu bị cáo buộc vì vi phạm luật cạnh tranh và tham gia vào hành vi chống cạnh tranh để tạo rào cản tại United States v. Microsoft Corporation. Sau khi kháng cáo thành công trên cơ sở kỹ thuật, Microsoft đã đồng ý giải quyết với Bộ Tư pháp, theo đó Microsoft phải đối mặt với các thủ tục giám sát nghiêm ngặt và các yêu cầu công khai  để ngăn chặn hành vi săn mồi. Sau đó vào năm 2007, Bộ Tư pháp kết án thành công Microsoft về hành vi chống cạnh tranh tương tự tại tòa án cấp cao thứ hai của Cộng đồng Kinh tế Châu Âu, Tòa án sơ thẩm. Nếu các công ty trong một ngành thông đồng với nhau, họ cũng có thể hạn chế sản xuất để hạn chế nguồn cung, và đảm bảo giá của sản phẩm duy trì ở mức đủ cao để tất cả các công ty trong ngành đạt được lợi nhuận kinh tế.

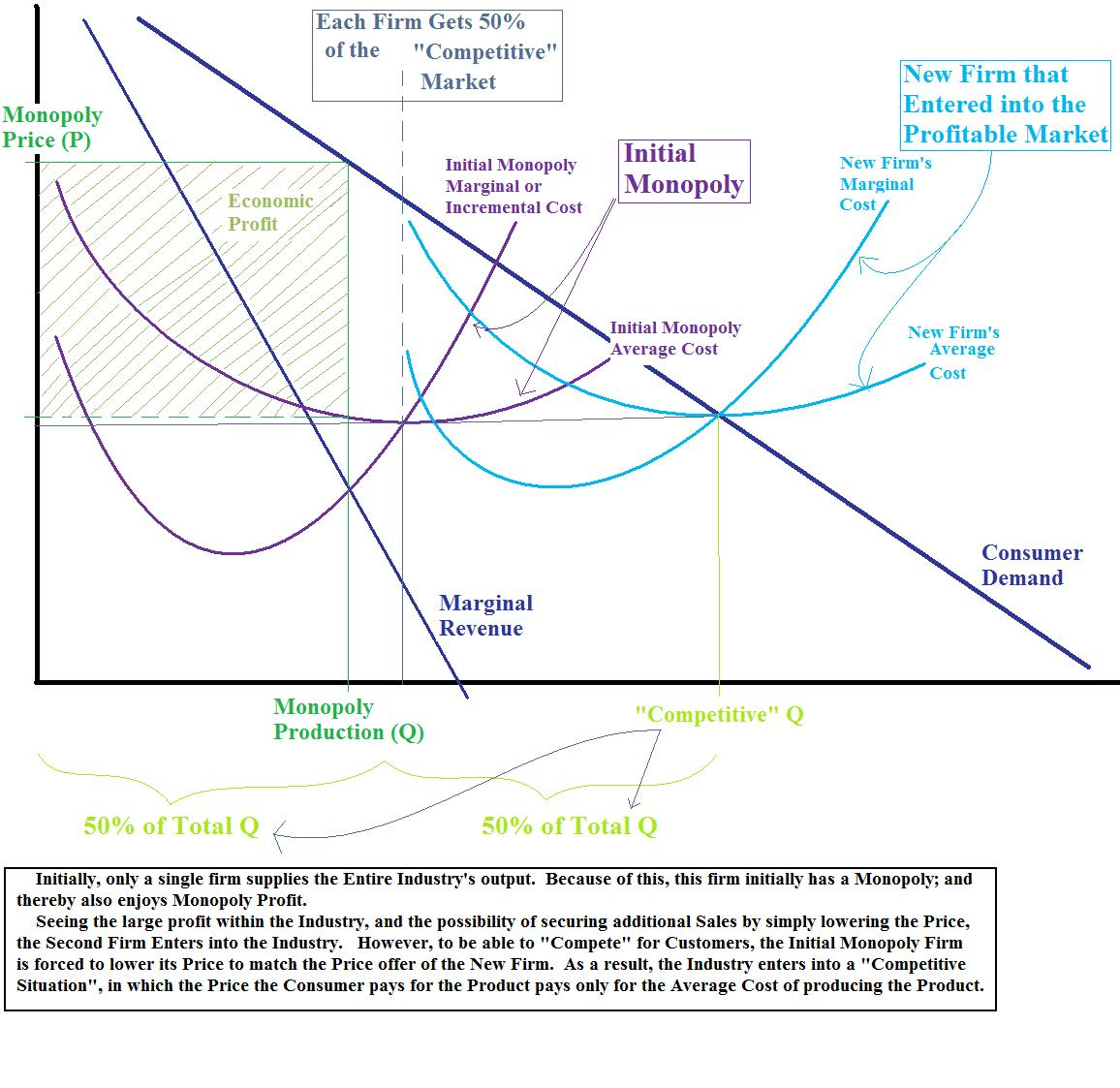
Introducing new competition in what was previously a monopoly removes monopoly profit. Only two firms are shown here to make illustration of the additional competition easier. In normal circumstances, it takes more than two firms to form a competitive situation, and having only two firms forms a duopoly.

Nếu chính phủ cảm thấy việc có một thị trường cạnh tranh là không thực tế, thì đôi khi chính phủ đang cố gắng để điều tiết độc quyền bằng cách kiểm soát giá mà độc quyền đặt ra cho sản phẩm của họ. Công ty độc quyền cũ của AT&T được thành lập trước khi tòa án ra lệnh giải tán và luôn cố gắng ép buộc cạnh tranh xuất hiện trên thị trường, giờ họ cần phải có sự chấp thuận của chính phủ để được tăng giá sản phẩm. Chính phủ đã kiểm tra chi phí của nhà độc quyền và xác định xem có nên cho phép nhà độc quyền tăng giá hay không, nếu chính phủ cảm thấy chi phí đó không phù hợp cho một mức giá cao hơn, thì chính phủ sẽ từ chối đơn đăng ký độc quyền. Mặc dù một công ty độc quyền có quy định là sẽ không sinh ra lợi nhuận độc quyền cao như trong trường hợp không bị kiểm soát, nhưng công ty độc quyền vẫn có thể tạo ra lợi nhuận kinh tế cao hơn lợi nhuận mà một công ty cạnh tranh có được trong một thị trường cạnh tranh thực sự.

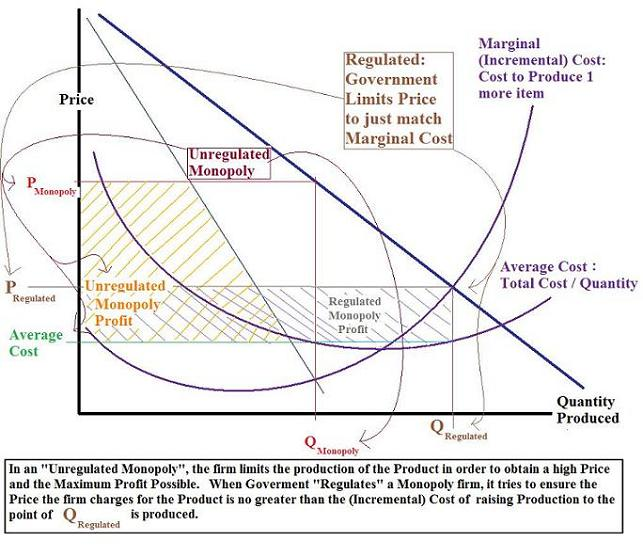
Government regulations of the price the monopoly can charge reduce the monopoly profit, but do not eliminate it.